# Freddie Gibbs
Freddie Gibbs, właśc. Fredrick Jamel Tipton (ur. 14 czerwca 1982 roku w Gary) – amerykański raper, członek hip-hopowej grupy Str8 Slammin' Click. Pierwszy kontrakt podpisał w 2006 roku z wytwórnią Interscope Records. W ramach kontraktu nagrał swój debiutancki album studyjny, jednak ostatecznie wytwórnia rozwiązała z nim umowę, a album nie został wydany. Gibbs podpisał później kontrakt z wytwórnią CTE World Young Jeezy i wydał za jej pośrednictwem kilka mixtape'ów, w tym wysoko oceniany przez krytyków Baby Face Killa z 2012 roku.

## Wczesne lata
Freddie Gibbs urodził się i wychował w miejscowości Gary w Indianie. Raper dorastał we wschodniej części tego miasta. Gibbs związał się z Interscope Records w 2006 roku i przeprowadził się do Los Angeles. Nagrał pod szyldem ów wytwórni debiutancki album, jednak rok później po zmianie zarządu Interscope Records raper został wyrzucony z wytwórni.

## Kariera

### The Miseducation of Freddie Gibbs
W 2009 roku Freddie Gibbs wydał album The Miseducation of Freddie Gibbs, który jest zbiorem jego wcześniej wydanych singli, składanką niewydanych jeszcze utworów oraz piosenek z midwestgangstaboxframecadillacmuzik – projektu z zupełnie nowymi utworami. Oba krążki zostały udostępnione za darmo w Internecie.

### Cold Day In Hell
W 2011 roku Gibbs ponownie udostępnił darmowy do pobrania w Internecie album, pt. Cold Day In Hell – pokazujący jego uliczne życie w jego rodzinnym mieście i image gangstera. Do współpracy nad projektem zostali zaproszeni inni raperzy, m.in. Young Jeezy, Juicy J, Freeway i Dom Kennedy. Płyta zawiera muzykę wyprodukowaną przez J.U.S.T.I.C.E. League, Big K.R.I.T., Cardo, DJ Burn One, Speakerbomb, Block Beattaz, Beatnick & K-Salaam. 11 grudnia 2012 roku Gibbs ogłosił, że nie jest już członkiem wytwórni Young Jeezy'ego; CTE.

### Pulled Over by the Cops (P.O.C.)
18 lutego 2011 roku Freddie Gibbs ogłosił na swojej stronie internetowej, że założył nową grupę hip-hopową wraz z Chip tha Ripperem oraz Chuckiem Inglishem i Mickeyem Rocksem z duetu The Cool Kids. Grupa została nazwana Pulled Over by the Cops (P.O.C.).

## Odbiór
Krytycy oceniali Gibbsa jako charyzmatycznego i stylistycznie różnorodnego rapera, porównując też jego historię do późnych lat kariery Tupaca Shakura, ze względu na podobieństwo w wydarzeniach życiowych, które towarzyszyły obydwu raperom.

## Dyskografia
Albumy studyjne
- ESGN  (2013)
  - Piñata (2014)
- Shadow of a Doubt (2015)
- You Only Live 2wice (2017)
- Freddie (2018)
- Bandana (2019)
- Alfredo (2020)
- Soul Sold Separately (2022)
- You Only Die 1nce (2024)[8]
- Alfredo 2 (2025)

Mixtape'y
- Full Metal Jackit: The Mixtape [Vol. 1] (2004)
- Full Metal Jackit: The Mixtape [Vol. 2] (2004)
- Live from Gary, Indiana [Part 1] (2007)
- Live from Gary, Indiana [Part 2] (2008)
- The Miseducation of Freddie Gibbs (2009)
- midwestgangstaboxframecadillacmuzik (2009)
- The Labels Tryin To Kill Me! (2009)
- Str8 Killa No Filla (2010)
- Cold Day In Hell (2011)
- Baby Face Killa (Wyprodukowany przez DJ Drama) (2012)[9]
- Murda Cap Gangstas (z Str8 Slammin' Click) (2013)
- Eastside Slim (2013)

Albumy we współpracy
- Cocaine Pinata (z Madlib) (2013)
- The World Is My Ashtray (z Ski Beatz) (2013)

Minialbumy
- Str8 Killa (2010)[10]
- Lord Giveth, Lord Taketh Away (z Statik Selektah) (2011)
- Thuggin' (z Madlib jako MadGibbs) (2011)
- Shame (z Madlib jako MadGibbs) (2012)
- The Tonite Show with Freddie Gibbs (z DJ Fresh) (2013)
- Knicks (Remix) (z Madlib) (2014)
- Pronto (2015)